# Interparlamentáris Unió
Az Interparlamentáris Unió (Inter-Parliamentary Union, IPU) szuverén államok parlamentjeinek szövetsége.
Az Unió 1889. június 29-én alakult Párizsban, William Randal Cremer (Anglia) és Frédéric Passy (Franciaország) kezdeményezésére. Székhelye Genfben van.
A háború előtti években, évtizedekben az államok és nemzetek megbékélésének ügyén fáradozott, szorgalmazta az általános leszerelést, célul tűzte ki az egyes államok bel- és külpolitikai demokratizálását. A háború és a békekötések után a kisebbségi kérdés vált e jelentős világszervezet egyik alapvető problémájává.
2003 januárjában 144 nemzeti parlament volt tagja, az Európai Unió társult tagként szerepel.
Az Interparlamentáris Unió vezető személyiségei hét Nobel-békedíjat kaptak: 
- 1901: Frédéric Passy (Franciaország)
- 1902: Albert Gobat (Svájc)
- 1903: William Randal Cremer (Nagy-Britannia)
- 1908: Frederic Bajer (Dánia)
- 1909: Auguste Beernaert (Belgium)
- 1913: Henri La Fontaine (Belgium)
- 1921: Christian Lange (Norvégia)
- 1927: Fernand Bouisson (Franciaország)

Az unió székhelye többször változott az alapítás óta:
- 1892 – 1911: Bern, Svájc
- 1911 – 1914: Brüsszel, Belgium
- 1914 – 1920: Oslo, Norvégia
- 1921 – jelenleg is Genf, Svájc